# 8753 Nycticorax
A 8753 Nycticorax (ideiglenes jelöléssel 2636 P-L) a Naprendszer kisbolygóövében található aszteroida. Cornelis Johannes van Houten, Ingrid van Houten-Groeneveld és Tom Gehrels fedezte fel 1960. szeptember 24-én.